# День рибалки
День риба́лки — професійне свято працівників рибного господарства України, професійне свято рибалок.
Відзначається щорічно у другу неділю липня.

## Історія свята
У СРСР свято засновано Указом Президії Верховної Ради СРСР від  3 травня 1965 року № 3519-VI „Про встановлення щорічного свята „Дня рибалки”. Свято відзначається з 11 липня 1965 року.
Свято встановлено в Україні «…на підтримку ініціативи працівників рибного господарства, а також професійних спілок…» згідно з Указом Президента України «Про День рибалки» від 22 червня 1995 року № 464/95.

## Привітання
Відмінного кльову,

Відерце великого улову,

Надійною нехай буде вудка,

Душа хай не знає смутка!

## Галерея

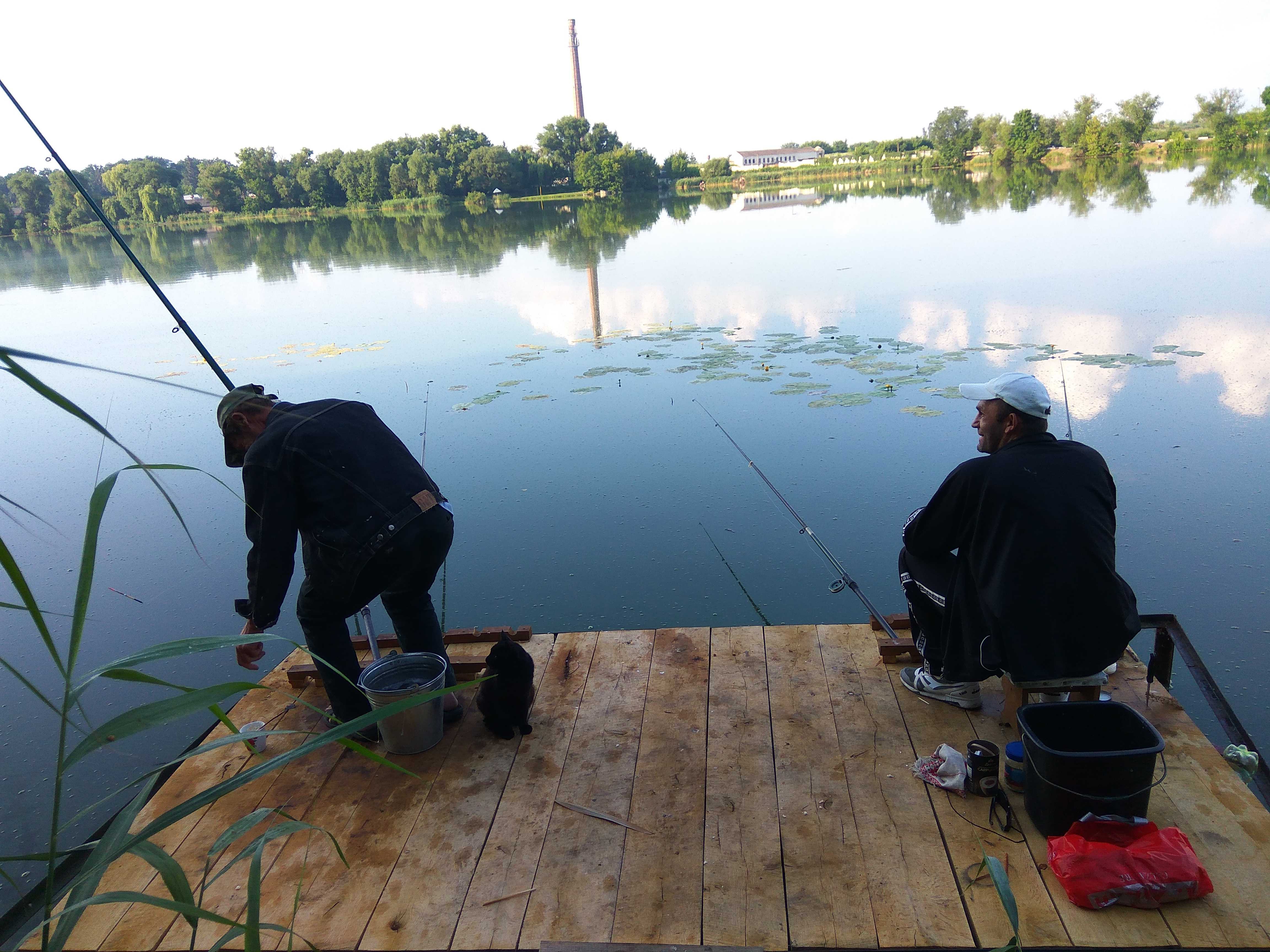
Відзначення Дня рибалки у Турбові
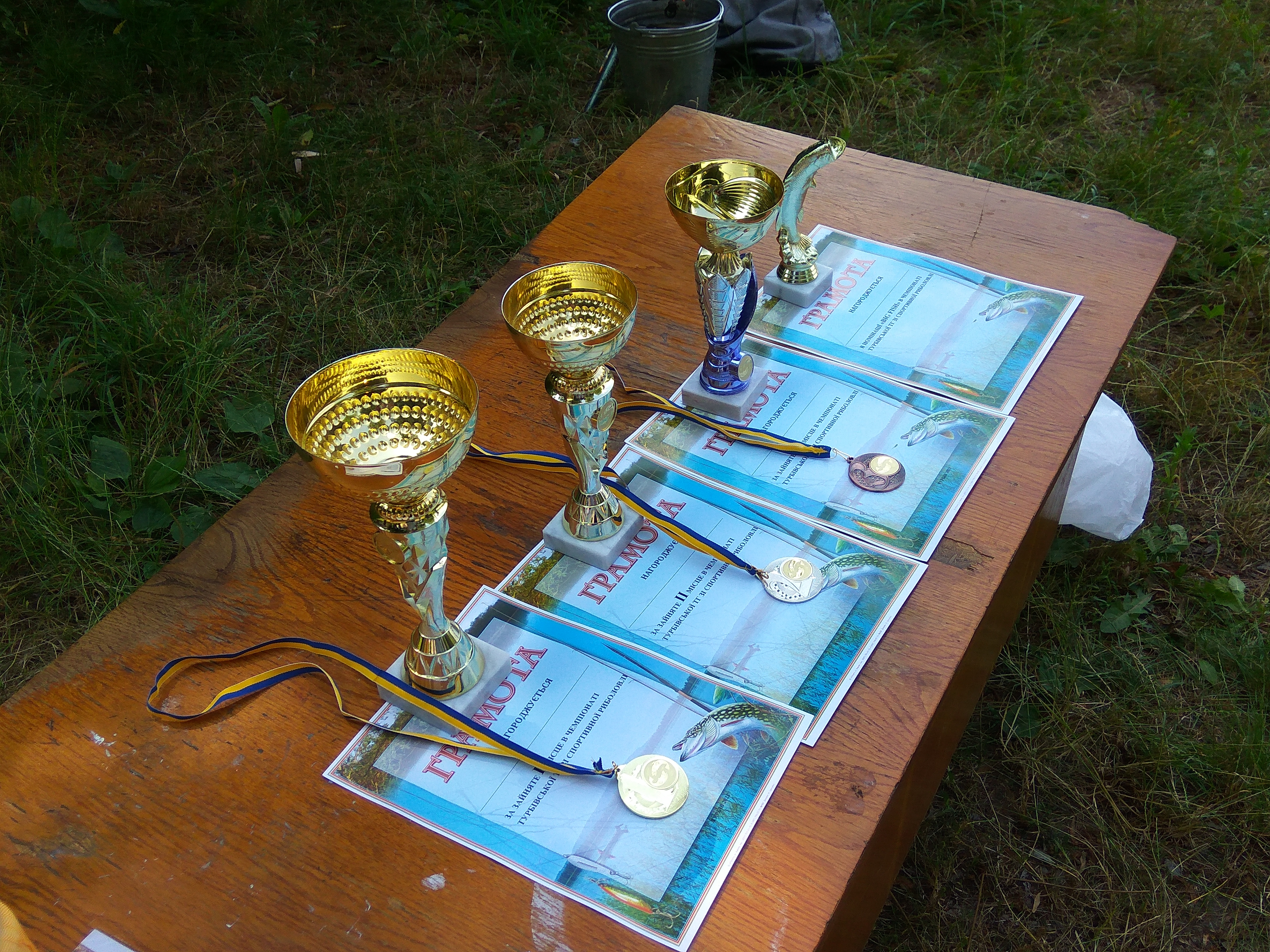
Відзначення Дня рибалки у Турбові
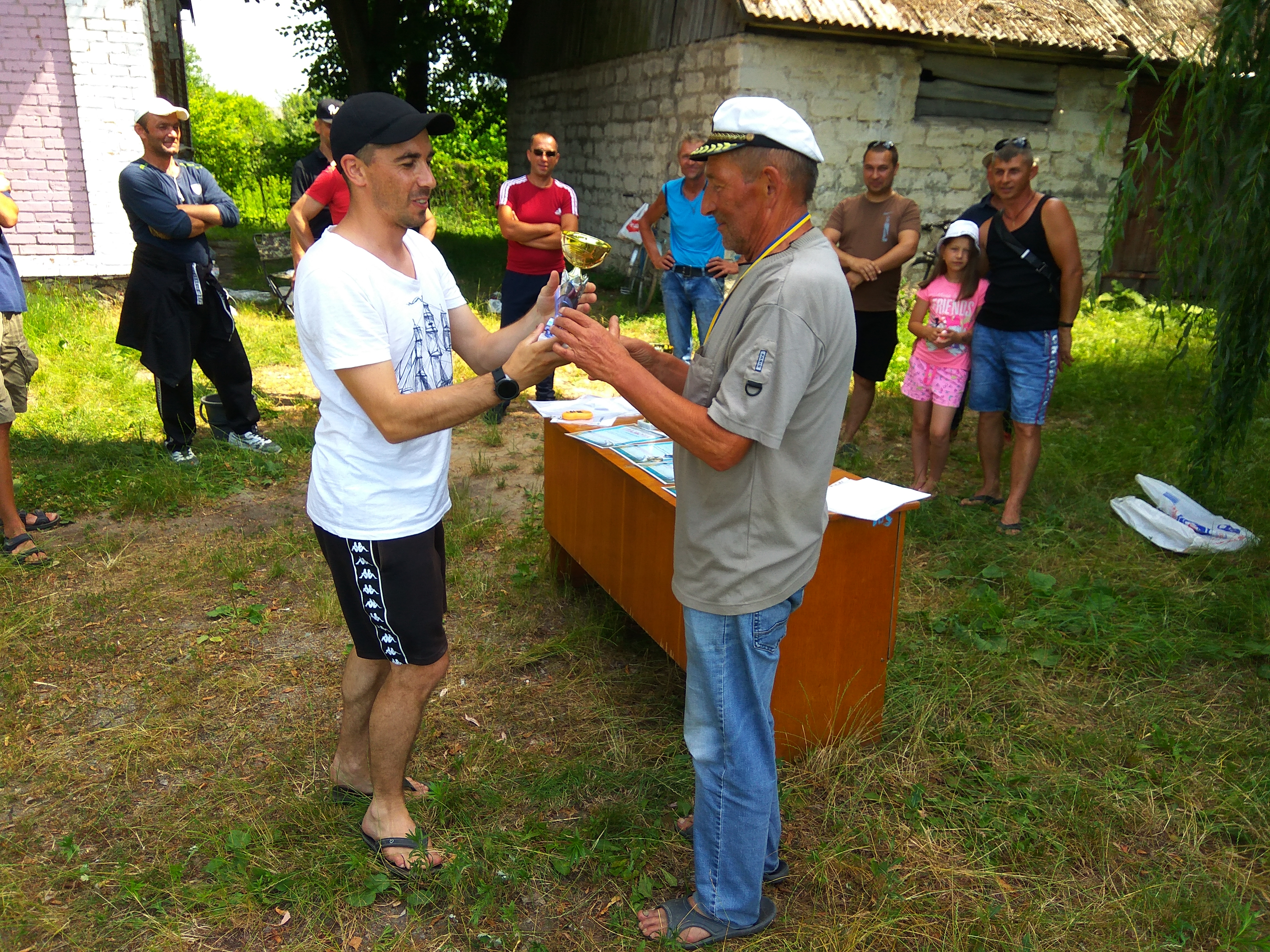
Відзначення Дня рибалки у Турбові